# Đền Cầu Đào
Đền Cầu Đào hay còn được gọi là Đền Vua Bà do đền thờ Đức Vua Bà Đặng Thị Loan, thuộc khu phố Cầu Đào, thị trấn Nhân Thắng, huyện Gia Bình, tỉnh Bắc Ninh.

## Giới thiệu
Đền Cầu Đào còn bảo lưu được nhiều tài liệu hiện vật có giá trị như: hệ thống bia đá, cây hương đá, trong đó đặc biệt quý gia là bia “cố lập bi ký” dựng khắc năm Tự Đức thứ 19 (1886) nội dung ghi khắc về thân tế sự nghiệp bà Đặng Thị Loan và những người hưng công tu dựng đền thờ bà. Ngoài ra còn có bát hương đá chạm rồng, sập đá, đài trầu, đài rượu, giá văn, ống hương và đặc biệt là tượng bà.